# Mohammed Abdulla Hassan Mohamed
Mohammed Abdulla Mohamed Hassan (tiếng Ả Rập: محمد عبد الله حسن محمد; sinh ngày 2 tháng 12 năm 1978) là trọng tài bóng đá người UAE. Ông là trọng tài quốc tế chính thức cho FIFA từ năm 2010.
Mohammed Abdulla Mohamed Hassan làm trọng tài tại giải AFC Asian Cup 2015.